# Гоздевиця
Го́здевиця (болг. Гоздевица) — село в Смолянській області Болгарії. Входить до складу общини Смолян.

## Населення
За даними перепису населення 2011 року у селі проживали 4 особи, з них 3 особи (75,0%) — болгари.
Розподіл населення за віком у 2011 році:
Динаміка населення: